# Słomień
Słomień – część wsi Chmieleniec w Polsce, położona w województwie pomorskim, w powiecie wejherowskim, w gminie Łęczyce, na południowym skraju Puszczy Wierzchucińskiej. Wchodzi w skład sołectwa Chmieleniec.
Przed II wojną nosił nazwę "Friedrichshof" po wojnie wprowadzono nazwę "Słomień"
W latach 1975–1998 Słomień administracyjnie należał do województwa gdańskiego.